# Tatjana Clasing
Tatjana Clasing est une actrice allemande née le 8 février 1964 à Hambourg.

## Biographie
Elle participe à quelques téléfilms allemands fin des années 1980 et enchaîne avec plusieurs apparitions dans des séries télévisées vers 1995-1996, dont Gerichtsreporerin, Ärzte, ... En 2000, elle joue dans la série Balko puis Verdammt verliebt en 2002. Elle apparaît aussi dans un épisode d’Alerte Cobra en 2005 et Tatort. En 2007, elle rejoint le casting de la série Le Rêve de Diana sous les traits de Clémence Steinkamp. De 2010 à 2014 , elle joue le rôle de Uschi Nowatzki dans la série télévisée allemande,.
Mick Brisgau, le come-back d'un super flic.

## Voix Française
Dans les versions françaises des séries Le Rêve de Diana et Mick Brisgau elle a été doublée par la comédienne Blanche Ravalec ( La voix française de Bree dans Desperate Housewives ).
Ainsi que par la comédienne Valérie Lemaitre dans la Saison 5 De Mick Brisgau .